# Кубок світу з біатлону 2013—2014, естафета, чоловіки
Змагання заліку чоловічих естафет в програмі Кубку світу з біатлону 2013-2014 розпочалися 7 грудня 2013 року на другому етапі в австрійському Гохфільцені й завершилися 19 січня 2014 року на шостому етапі у італійському Антхольці. За підсумками сезону 2012-2013 свій титул найкращої естафетної команди відстоювала збірна Росії, а переможцем сезону стала збірна Німеччини.

## Формат
В естафеті від кожної команди змагаються чотири біатлоністи, кожен з яких пробігає три кола загальною довжиною 7,5 км, виконуючи дві стрільби з положення лежачи й стоячи. На кожній стрільбі біатлоніст повинен влучити в п'ять мішеней. Для цього він має 8 патронів, але спочатку в магазині тільки п'ять, додаткові патрони спортсмен повинен заряджати по одному. За кожну нерозбиту мішень біатлоніст повинен пробігти штрафне коло завдовжки 150 м. Гонка проводиться із загальним стартом. Першу стрільбу першого етапу біатлоністи повинні виконувати на установках, визначених їхнім стартовим номером. Надалі біатлоністи виконують стрільбу з установки, яка відповідає поточному місцю в гонці.

## Призери сезону 2012–13
| Медаль  | Країна   | Очки |
| ------- | -------- | ---- |
| Золото: | Росія    | 305  |
| Срібло: | Норвегія | 302  |
| Бронза: | Франція  | 296  |

## Переможці та призери
| Етап:                                                              | Золото:                                                                               | Час                                                       | Срібло:                                                                    | Час                                                       | Бронза:                                                                | Час                                                       |
| Гохфільцен Протокол [Архівовано 4 жовтня 2015 у Wayback Machine.]  | Норвегія Ветле Шостад Крістіансен Уле-Ейнар Б'єрндален Тар'єй Бо Еміль Хегле Свендсен | 1:19:50.8 (0+1) (0+3) (0+0) (0+2) (0+0) (0+3) (0+0) (0+1) | Швеція Крістоффер Ерікссон Б'єрн Феррі Фредрік Ліндстрем Карл Юхан Бергман | 1:20:10.1 (0+0) (0+3) (0+0) (0+0) (0+0) (0+1)             | Росія Олексій Волков Євген Устюгов Антон Шипулін Дмитро Малишко        | 1:20:11.9 (0+1) (0+0) (0+0) (0+2) (0+1) (0+2) (0+3) (0+1) |
| Аннесі Протокол [Архівовано 19 грудня 2013 у Wayback Machine.]     | Росія Іван Черезов Олександр Логінов Євген Гаранічев Антон Шипулін                    | 1:14:01.8 (0+0) (0+2) (0+0) (0+1) (0+0) (0+0)             | Німеччина Ерік Лессер Андреас Бірнбахер Арнд Пайффер Сімон Шемпп           | 1:14:02.1 (0+0) (0+2) (0+1) (0+0) (0+0) (0+1)             | Австрія Крістоф Зуманн Даніель Мезотіч Домінік Ландертінгер Сімон Едер | 1:14:28.6 (0+0) (0+1) (0+0) (0+2) (0+0) (0+1) (0+0) (0+3) |
| Рупольдінг Протокол [Архівовано 4 жовтня 2015 у Wayback Machine.]  | Австрія Крістоф Зуманн Даніель Мезотіч Домінік Ландертінгер Сімон Едер                | 1:15:40.9 (0+0) (0+2) (0+2) (0+2) (0+1) (0+0)             | Німеччина Крістоф Штефан Андреас Бірнбахер Ерік Лессер Сімон Шемпп         | 1:15:41.0 (0+0) (0+3) (0+1) (0+0) (0+0) (0+3) (0+1) (0+1) | Росія Олексій Волков Євген Устюгов Дмитро Малишко Антон Шипулін        | 1:15:55.8 (0+0) (0+1) (0+1) (0+0) (0+2) (0+1) (0+2) (0+0) |
| Антерсельва Протокол [Архівовано 22 січня 2014 у Wayback Machine.] | Франція Мартен Фуркад Алексі Беф Жан-Гійом Беатрікс Мартен Фуркад                     | 1:14:34.1 (0+0) (0+2) (0+2) (0+0) (0+0) (0+0)             | Швеція Тобіас Арвідсон Б'єрн Феррі Фредрик Ліндстрем Карл Юхан Бергман     | 1:14:36.7 (1+3) (0+1) (0+0) (0+0) (0+0) (0+1) (0+0) (0+0) | Німеччина Ерік Лессер Андреас Бірнбахер Арнд Пайффер Сімон Шемпп       | 1:15:12.9 (0+1) (0+2) (0+1) (1+3) (0+0) (0+1) (0+2) (0+0) |

## Нарахування очок
| Місце | 1  | 2  | 3  | 4  | 5  | 6  | 7  | 8  | 9  | 10 | 11 | 12 | 13 | 14 | 15 | 16 | 17 | 18 | 19 | 20 | 21 | 22 | 23 | 24 | 25 | 26 | 27 | 28 | 29 | 30 | 31 | 32 | 33 | 34 | 35 | 36 | 37 | 38 | 39 | 40 |
| ----- | -- | -- | -- | -- | -- | -- | -- | -- | -- | -- | -- | -- | -- | -- | -- | -- | -- | -- | -- | -- | -- | -- | -- | -- | -- | -- | -- | -- | -- | -- | -- | -- | -- | -- | -- | -- | -- | -- | -- | -- |
| Очки  | 60 | 54 | 48 | 43 | 40 | 38 | 36 | 34 | 32 | 31 | 30 | 29 | 28 | 27 | 26 | 25 | 24 | 23 | 22 | 21 | 20 | 19 | 18 | 17 | 16 | 15 | 14 | 13 | 12 | 11 | 10 | 9  | 8  | 7  | 6  | 5  | 4  | 3  | 2  | 1  |

## Таблиця
| #  | Збірна          | ГОХ | АНН | РУП | АНТ | Разом Разом |
| -- | --------------- | --- | --- | --- | --- | ----------- |
| 1  | Німеччина       | 38  | 54  | 54  | 48  | 194         |
| 2  | Швеція          | 54  | 43  | 43  | 54  | 194         |
| 3  | Австрія         | 43  | 48  | 60  | 40  | 191         |
| 4  | Росія           | 48  | 60  | 48  | 34  | 190         |
| 5  | Норвегія        | 60  | 40  | 32  | 43  | 175         |
| 6  | Франція         | 40  | 38  | 31  | 60  | 169         |
| 7  | Чехія           | 36  | 32  | 40  | 29  | 137         |
| 8  | Словенія        | 27  | 30  | 36  | 27  | 120         |
| 9  | Швейцарія       | 34  | 36  | 28  | 32  | 130         |
| 10 | Україна         | 29  | 31  | 30  | 28  | 118         |
| 11 | Словаччина      | 28  | 29  | 27  | 31  | 115         |
| 12 | Канада          | 32  | —   | 34  | 38  | 104         |
| 13 | Болгарія        | 25  | 24  | 24  | 30  | 103         |
| 14 | Естонія         | 23  | 27  | 29  | 22  | 101         |
| 15 | Казахстан       | 22  | 25  | 26  | 26  | 99          |
| 16 | Італія          | 31  | 28  | 38  | 0   | 97          |
| 17 | Фінляндія       | 24  | 21  | 25  | 25  | 95          |
| 18 | Білорусь        | 26  | 26  | 0   | 36  | 88          |
| 19 | Румунія         | 21  | 18  | 23  | 23  | 85          |
| 20 | Латвія          | 20  | 23  | 21  | 19  | 83          |
| 21 | Південна Корея  | 15  | 17  | 19  | 24  | 75          |
| 22 | США             | 30  | 34  | —   | —   | 64          |
| 23 | КНР             | 17  | 19  | —   | 21  | 57          |
| 24 | Сербія          | 16  | —   | 20  | 20  | 56          |
| 25 | Велика Британія | 14  | 20  | 18  | —   | 52          |
| 26 | Японія          | 19  | 22  | —   | —   | 41          |
| 27 | Польща          | 18  | —   | 22  | —   | 40          |